# Kortikotropinfelszabadító hormon

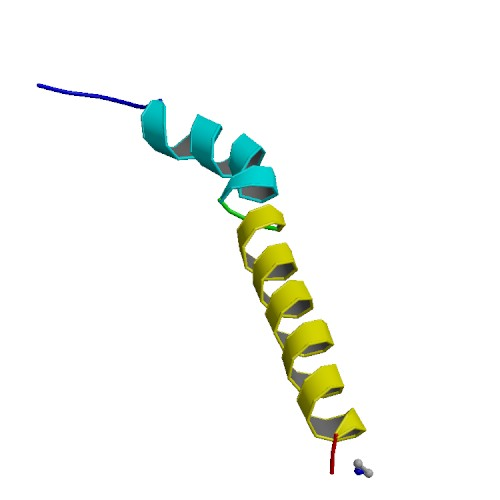
A kortikotropinfelszabadító hormon szerkezete

A kortikotropinfelszabadító hormon (vagy kortikoliberin, angol rövidítéssel CRH) a hipotalamusz által termelt peptidhormon, amelynek elsődleges funkciója, hogy az agyalapi mirigyben stimulálja az adrenokortikotrop hormon (ACTH) szekrécióját. Neurotranszmitterként szerepet játszik a szervezet külső stresszre adott válaszában is.

## Termelése
A kortikotropinfelszabadító hormon génje emberben a 8. kromoszómán elhelyezkedő CRH, amely egy 196 aminosavból álló prekurzor fehérjét kódol; ennek feldarabolásával keletkezik a 41-aminosavas CRH. Szekvenciáját először W. Vale állapította meg 1981-ben. Vale a birka hormonját szekvenálta meg, annak aminosavsorrendje a következő:
- SQEPPISLDLTFHLLREVLEMTKADQLAQQAHSNRKLLDIA

Az ember és a patkány hormonja megegyezik egymással és 7 aminosavban eltér a juhétól:
- SEEPPISLDLTFHLLREVLEMARAEQLAQQAHSNRKLMEII

## Funkciói
A CRH-t a hipotalamusz paraventrikuláris magja bocsátja ki stressz hatására. Alzheimer-kór vagy depresszió esetén mennyisége megnő. A vérárammal átkerül az agyalapi mirigy elülső lebenyéhez, ahol hatására a kortikotrop sejtek adrenokortikotrop hormont (ACTH-t) és a vele együtt keletkező egyéb hormonhatású vegyületeket (β-endorfint) bocsátanak ki. Az ACTH a mellékvesekéregben stimulálja a kortizol, glukokortikoidok és mineralokortikoidok kiválasztását.
Rövid távon a CRH elnyomja az éhségérzetet és növeli a szorongást. Bár közvetve - a kortizol aktivációjával - elnyomja az immunfunkciókat, önmagában képes erősíteni a gyulladásos folyamatokat. Egyes öngyilkosok gerincvelőfolyadékában extrém magas CRH-szintet mértek. Jelenleg kutatják, hogy a hormon receptorának gátlásával lehet-e kezelni a szorongásos tüneteket. Lehetséges, hogy a hormon receptorának szerepe van az alkoholfogyasztás után mutatkozó eufóriaérzet kialakulásában; kutatják, hogy blokkolásával gyógyítható-e az alkoholizmus.
A hipotalamuszon kívül a T-limfocitákban és a méhlepényben is keletkezik CRH. A méhlepényben meghatározza a terhesség tartamát és a szülés megindulásának időpontját; ekkor koncentrációja hirtelen megugrik. Ez a hatása a méhösszehúzódást szabályozó dehidroepiandroszteron és prosztaglandinok mennyiségének növelése révén jöhet létre. Laboratóriumi körülmények között a terhesség során magas koncentrációban jelen levő progeszteron a CRH szintézisét gátolta; a terhesség végén viszont a progeszteron blokkoló hatása véget ér.
A kortikotropinfelszabadító hormon orvosi diagnosztikában használt szintetikus formája a kortikorelin.

## Fordítás
- Ez a szócikk részben vagy egészben  a   Corticotropin-releasing hormone című angol Wikipédia-szócikk ezen változatának fordításán alapul.  Az eredeti cikk szerkesztőit annak laptörténete sorolja fel. Ez a jelzés csupán a megfogalmazás eredetét és a szerzői jogokat jelzi, nem szolgál a cikkben szereplő információk forrásmegjelöléseként.